# Francisco Simbine
Francisco Nélson Simbine, noto anche con lo pseudonimo di Bonera (Maputo, 7 aprile 1997), è un calciatore mozambicano, difensore del Mosul e della nazionale mozambicana.

## Carriera

### Nazionale
Il 26 giugno 2017 debutta con la nazionale mozambicana in occasione del match di COSAFA Cup 2017 perso 4-0 contro lo Zimbabwe; L'11 ottobre 2021 gioca da titolare l'incontro valido per la qualificazioni al Campionato mondiale di calcio 2022 perso 1-0 contro il Camerun.

## Statistiche
Statistiche aggiornate al 11 ottobre 2021.

### Presenze e reti nei club
| Stagione        | Squadra         | Campionato      | Campionato | Campionato | Coppe nazionali | Coppe nazionali | Coppe nazionali | Coppe continentali | Coppe continentali | Coppe continentali | Altre coppe | Altre coppe | Altre coppe | Totale | Totale | Totale |
| Stagione        | Squadra         | Comp            | Pres       | Reti       | Comp            | Pres            | Reti            | Comp               | Pres               | Reti               | Comp        | Pres        | Reti        | Pres   | Reti   |        |
| --------------- | --------------- | --------------- | ---------- | ---------- | --------------- | --------------- | --------------- | ------------------ | ------------------ | ------------------ | ----------- | ----------- | ----------- | ------ | ------ | ------ |
| 2017-2018       | Marítimo B      | CdP             | 1          | 0          |                 | -               | -               |                    | -                  | -                  |             | -           | -           | 1      | 0      |        |
| 2018-2019       | Marítimo B      | CdP             | 22         | 2          |                 | -               | -               |                    | -                  | -                  |             | -           | -           | 22     | 2      |        |
| 2019-2020       | Marítimo B      | CdP             | 14         | 0          |                 | -               | -               |                    | -                  | -                  |             | -           | -           | 14     | 0      |        |
| 2020-2021       | Marítimo B      | CdP             | 1          | 0          |                 | -               | -               |                    | -                  | -                  |             | -           | -           | 1      | 0      |        |
| Totale carriera | Totale carriera | Totale carriera | 38         | 2          |                 | 0               | 0               |                    | -                  | -                  |             | -           | -           | 38     | 2      |        |

## Palmarès

### Club

#### Competizioni nazionali
- Taça de Moçambique: 1

Liga Desportiva: 2015